# Henri Weenink
Henri Gerard Marie Weenink (* 18. Oktober 1892 in Amsterdam; † 2. Dezember 1931 ebenda) war ein niederländischer Schachmeister und Schachkomponist.

## Leben
Weenink musste sein Mathematik-Studium 1914 wegen der Einberufung zum Militärdienst im Ersten Weltkrieg unterbrechen. Er starb an Tuberkulose.

## Schach
Weenink lernte im Alter von sechs Jahren Schach.
Als er 15 Jahre alt war, wurde erstmals eine seiner Kompositionen in der Tijdschrift veröffentlicht. Nach dem Ersten Weltkrieg wurde er Sachbearbeiter einer Schachkolumne in Op te Hoogte und im Oprechte Haarlemsche Courant. 1928 wurde er ebenfalls Sachbearbeiter für Schachkomposition in der Tijdschrift. Er war einer der zu seiner Zeit wenigen Schachprofis der Niederlande und nahm an den Schacholympiaden 1927, 1928, 1930 und 1931 teil.
Posthum erschien 1932 Weeninks Buch über David Przepiórka, das 130 Aufgaben des polnischen Meisterkollegen enthielt.

## Werke
- Het schaakprobleem, ideeën en scholen. 1921
- Eindspelen I-LIV. Margraten 1992 (Artikelsammlung)
- David Przepiórka. A Master of Strategy. Amsterdam 1932